# Петар Цуцић
Петар Цуцић (1935—2013) био је југословенски рвачки репрезентативац, члан Рвачког клуба Железничар Београд. Такмичио се у полутешкој категорији (до 91 кг) грчко-римским стилом.
Спортом се почео бавити са 16 година, боксом и фудбалом, као голман ФК Кошутњак из Београда. Почеком 1952. определио се за рвање и постао члан Железничара. У периоду 1954—1965. освојио је 10 медаља на сениорским државним првенствима. Шест пута је био првак, три пута други и једном трећи, све као члан Железничара.
Учествовао је на више светских и европских првенстава, а највећи успех му је освајање златне медаље на Медитеранским играма 1963. у Напуљу и бронзане 1971, у Измиру. Честе повреде умањиле су његов спортски успех. На Олимпијским играма 1964. у Токију изгубио је у трећем колу од Мађара Ференца Киша. Планирао је да учествује и на Олимпијским играма 1968. у Мексико Ситију, али повреда је опет учинила своје. Тада је одлучио да се посвети раду са рвачима и престао да такмичи 1971. године и посветио се тренерском раду.
По наговору легендарног селектора Љубомира Ивановића Геџе прихватио се тренерског позива у рвачком клубу Радничком из Сомбора (једно време се звао Елекровојводина), у којем је провео 20 година. Са клубом је освајао екипна првенства Југославије, а појединачно највеће успехе је имао са својим пуленом Иваном Фргићем, освајачем сребрне олимпијске медаље на Играма у Монтреалу 1976. три медаље на светским и две на европским првенствима, вишеструким прваком Југославије.
Умро је у 79. години 4. августа 2013. у Сомбору где је и сахрањен.